# Љ
Љ, љ（称呼为 ље, lje）是一个塞尔维亚语、黑山语和马其顿语使用的西里尔字母，由 Л 与 Ь 的连字构成。

## 字母的次序
在塞尔维亚语字母中排第14位，在马其顿语字母中排第15位。

## 音值
在塞尔维亚语和马其顿语为 /ʎ/，接近但不等于把 ЛЬ 二字母拼合 /lʲ/。

## 字符编码
| 字符编码 | Unicode | ISO 8859-5 | KOI8-C |
| -------- | ------- | ---------- | ------ |
| 大写 Љ   | U+0409  | A9         | B9     |
| 小写 љ   | U+0459  | F9         | A9     |

## 参看
- Л л、Ь ь（西里尔字母）
- LJ lj（英语：Lj）、Ľ ľ（拉丁字母）